# America's Next Top Model (mùa 15)
Chương trình thực tế nổi tiếng America's Next Top Model đã bước đến mùa thi thứ 15. Chương trình giúp những cô gái trẻ có được cơ hội để chứng tỏ bản thân và đam mê thời trang có thể tiến vào thế giới của người mẫu thực thụ. Khẩu hiệu của mùa thi lần này là: " Sẵn Sàng Tiến Đến Thời Trang Cao cấp ".
Tyra Banks là người đứng đầu ban giám khảo, ngoài Tyra còn có biên tập viên thời trang Tạp chí Vogue André Leon Talley, nhiếp ảnh gia Nigel Barker. Và Jay Manuel, Miss J Alexander như những năm trước vẫn sẽ là người giúp các cô gái thực hiện những thử thách hoặc những bức hình của họ.
Trong suốt quá trình rèn luyện bản thân, họ sẽ được gặp những vị khách mời giám khảo nổi tiếng trong ngành thời trang như: nhà thiết kế Diane Von Furstenberg, nhà thiết kế/stylish Patricia Field, nhiếp ảnh gia Matthew Rolston, siêu mẫu Karolina Kurkova, nhiếp ảnh gia Patrick Demarchelier, nhiếp ảnh gia người Ý Francesco Carrozzini, nhà thiết kế Zac Posen, nhà thiết kế/người mẫu Margherita Missoni, điều hành công ty người mẫu IMG Kyle Hagler, tổng biên tập Vogue Italia Franca Sozzani và nhà thiết kế Roberto Cavalli.
Người chiến thắng sẽ nhận được giải thưởng như sau: 
- Một hợp đồng với công ty quản lý người mẫu hàng đầu IMG Models
- Xuật hiện trên trang bìa cho Vogue Italia và Beauty in Vogue và có mặt trên trang web Vogue.it
- Hợp đồng 100,000$ với nhãn hiệu mỹ phẩm nổi tiếng CoverGirl

Người chiến thắng mùa giải thứ 15 này là cô gái 19 tuổi Ann Ward đến từ Dallas, Texas.

## Thí sinh
(tính tuổi tại thời điểm ghi hình)
(Thứ tự thí sinh bị loại)
| Thí sinh         | Tuổi | Chiều cao               | Quê quán              | Bị loại ở | Thứ hạng |
| ---------------- | ---- | ----------------------- | --------------------- | --------- | -------- |
| Anamaria Mirdita | 18   | 178 cm (5 ft 10 in)     | Queens, New York      | Tập 2     | 14       |
| Terra White      | 24   | 174 cm (5 ft 8+1⁄2 in)  | Arlington, Texas      | Tập 3     | 13       |
| Sara Blackamore  | 21   | 178 cm (5 ft 10 in)     | Menifee, California   | Tập 3     | 12       |
| Rhianna Atwood   | 20   | 187 cm (6 ft 1+1⁄2 in)  | San Diego, California | Tập 4     | 11       |
| Lexie Tomchek    | 18   | 183 cm (6 ft 0 in)      | Geneva, Illinois      | Tập 5     | 10       |
| Kacey Leggett    | 20   | 175 cm (5 ft 9 in)      | Palmdale, California  | Tập 6     | 9        |
| Kendal Brown     | 23   | 180 cm (5 ft 11 in)     | Northport, Alabama    | Tập 7     | 8        |
| Esther Petrack   | 18   | 175 cm (5 ft 9 in)      | Boston, Massachusetts | Tập 8     | 7        |
| Liz Williams     | 21   | 178 cm (5 ft 10 in)     | Arlington, Texas      | Tập 9     | 6        |
| Chris White      | 20   | 179 cm (5 ft 10+1⁄2 in) | Arlington, Texas      | Tập 10    | 5        |
| Kayla Ferrel     | 19   | 175 cm (5 ft 9 in)      | Rockford, Illinois    | Tập 11    | 4-3      |
| Jane Randall     | 19   | 175 cm (5 ft 9 in)      | Baltimore, Maryland   | Tập 11    | 4-3      |
| Chelsey Hersley  | 22   | 180 cm (5 ft 11 in)     | Boise, Idaho          | Tập 13    | 2        |
| Ann Ward         | 19   | 188 cm (6 ft 2 in)      | Dallas, Texas         | Tập 13    | 1        |

## Thứ tự gọi tên
| Thứ tự | Tập      | Tập      | Tập     | Tập     | Tập     | Tập     | Tập     | Tập     | Tập     | Tập     | Tập        | Tập     | Tập |
| Thứ tự | 1        | 2        | 3       | 4       | 5       | 6       | 7       | 8       | 9       | 10      | 11         | 13      |     |
| ------ | -------- | -------- | ------- | ------- | ------- | ------- | ------- | ------- | ------- | ------- | ---------- | ------- | --- |
| 1      | Anamaria | Ann      | Ann     | Ann     | Ann     | Ann     | Liz     | Chris   | Kayla   | Kayla   | Ann        | Ann     |     |
| 2      | Kendal   | Kayla    | Kayla   | Kacey   | Chris   | Jane    | Kayla   | Jane    | Jane    | Chelsey | Chelsey    | Chelsey |     |
| 3      | Rhianna  | Chelsey  | Chelsey | Esther  | Chelsey | Kendal  | Ann     | Chelsey | Chelsey | Ann     | Jane Kayla |         |     |
| 4      | Chris    | Kendal   | Chris   | Chris   | Kayla   | Esther  | Chelsey | Kayla   | Ann     | Jane    | Jane Kayla |         |     |
| 5      | Jane     | Lexie    | Rhianna | Kendal  | Liz     | Chris   | Chris   | Liz     | Chris   | Chris   |            |         |     |
| 6      | Chelsey  | Liz      | Liz     | Lexie   | Esther  | Chelsey | Jane    | Ann     | Liz     |         |            |         |     |
| 7      | Liz      | Jane     | Jane    | Kayla   | Kacey   | Liz     | Esther  | Esther  |         |         |            |         |     |
| 8      | Sara     | Esther   | Kacey   | Jane    | Kendal  | Kayla   | Kendal  |         |         |         |            |         |     |
| 9      | Lexie    | Chris    | Kendal  | Chelsey | Jane    | Kacey   |         |         |         |         |            |         |     |
| 10     | Esther   | Rhianna  | Esther  | Liz     | Lexie   |         |         |         |         |         |            |         |     |
| 11     | Kacey    | Kacey    | Lexie   | Rhianna |         |         |         |         |         |         |            |         |     |
| 12     | Kayla    | Sara     | Sara    |         |         |         |         |         |         |         |            |         |     |
| 13     | Ann      | Terra    | Terra   |         |         |         |         |         |         |         |            |         |     |
| 14     | Terra    | Anamaria |         |         |         |         |         |         |         |         |            |         |     |

     Thí sinh bị loại
     Thí sinh bị loại ngoài phòng giám khảo
     Thí sinh chiến thắng chung cuộc
- Trong tập 1, từ 32 cô gái đã giảm xuống còn 14. Thứ tự gọi tên không phản ánh màn trình diễn của họ trong tuần đó.
- Trong tập 3, Terra đã bị loại sau buổi chụp hình trang điểm vì có phản ứng xấu nhất với cách trang điểm của cô và thể hiện tệ nhất trong buổi chụp.
- Trong tập 11, Chelsey, Jane và Kayla được gọi là ba người cuối bảng. Tyra đưa bức ảnh cuối cùng cho Chelsey, loại bỏ hai người kia.
- Tập 12 là tập tóm tắt lại mùa giải.

### Chụp ảnh
- Tập 1: Thiết kế của Cynthia Rowley theo cặp (casting)
- Tập 2: Từ bắt nạt trên người
- Tập 3: Thiên thần bay trên trời
- Tập 4: Ảnh chân dung người cá dưới nước
- Tập 5: Lucha Va Voom
- Tập 6: Trên đường phố Rodeo Drive
- Tập 7: Hóa thân thành các nhà thiết kế nổi tiếng
- Tập 8: Quảng cáo nước uống H2T trên giày patanh
- Tập 9: Tạo dáng trên Gondola
- Tập 10: Tượng sáp sống với người mẫu nam
- Tập 11: Video thời trang: Sự hỗn loạn của người mẫu
- Tập 13: Quáng cáo và chụp ảnh CoverGirl Lash Blast Fusion; Chụp ảnh bìa cho tạp chí beauty In Vogue